# 힙합의 민족
《힙합의 민족》은 대한민국의 텔레비전 프로그램이다.

## 출연자

### 진행자
- 신동엽
- 산이

### 시즌 1
래퍼
- MC 스나이퍼
- 피타입
- 치타
- 키디비
- 릴보이
- 딘딘
- 한해
- 주헌

할머니
- 김영옥
- 염정인 (에어로빅 강사)
- 양희경
- 최병주 (일반인)
- 이용녀
- 이경진
- 김영임
- 문희경

### 시즌 2
래퍼 가문
- 하이라이트家 (팔로알토, 레디, G2)
- 스위시家 (주석, 베이식, 마이크로닷)
- 핫칙스家 (치타, LE, 예지)
- 브랜뉴家 (피타입, 한해, 마이노스)
- 쎄쎄쎄家 (MC 스나이퍼, 딘딘, 주헌)

도전자
- 하이라이트家 : 주우재, NC.A, 강민아, 이이경
- 스위시家 : 은진, 제이, 창조, 문희경, 찰스 (VJ)
- 핫칙스家 : 다나, 오현민, 장기용, 최성준, 장성환 (모델)
- 브랜뉴家 : 양미라, 박광선, 박준면, 김기리, 강승현
- 쎄쎄쎄家 : 김준, 김보아, 이영유, 이미쉘, 정원영 (뮤지컬 배우)

## 시즌1 최종 순위
- 1위 : 이용녀
- 2위 : 문희경
- 3위 : 양희경
- 3위 : 김영옥
- 5위 : 김영임, 최병주, 염정인
- 8위 : 이경진 (중도 하차)

## 시즌2 최종 순위

### 파이널 진출자
- 1위 : 박준면
- 2위 : 이미쉘
- 3위 : 강승현
- 4위 : 김기리
- 5위 : 박광선
- 6위 : 김보아
- 7위 : 장성환
- 8위 : 장기용
- 9위 : 양미라
- 10위 : 앤씨아

### 세미파이널 진출자
- Top12 : 창조, 문희경

### 사이퍼 경연 진출자
- Top14 : 최성준, 이이경

### 본선 진출자
- Top24 : 이영유, 김준, 정원영, 다나, 오현민, 주우재, 강민아, 은진, 찰스, 제이